# Aruana
Aruana  (лат.) — род аранеоморфных пауков из подсемейства Amycinae в семействе пауков-скакунов (Salticidae). Обы вида этого рода распространены на островах Папуа — Новой Гвинеи.

## Виды
- Aruana silvicola Strand, 1911 — Ару
- Aruana vanstraeleni (Roewer, 1938) — Папуа — Новая Гвинея